# 53e brigade de missiles antiaériens de la Garde
Pour les articles homonymes, voir 53e brigade.
La 53e brigade de missiles antiaériens de la Garde est une unité des troupes de défense antiaérienne des Forces terrestres russes (numéro d'unité militaire 32406). Armée de missiles sol-air, la brigade est basée près de Koursk, faisant partie de la 20e armée combinée de la Garde.
Formée à partir d'un régiment anti-aérien en 1967 en Arménie, la brigade a été transférée en Allemagne de l'Est peu après sa formation et a fait partie du groupement des forces armées soviétiques en Allemagne pendant le reste de la guerre froide. Après le retrait des troupes soviétiques d'Allemagne en 1992, la brigade a été transférée à Koursk.
Une équipe d'enquête conjointe de l'Australie, la Belgique, la Malaisie, des Pays-Bas et de l'Ukraine a conclu que la brigade a fourni le lanceur de missile qui a abattu le vol Malaysia Airlines 17 et tué les 298 personnes à bord.

## Historique

### Guerre froide
Le 268e régiment de missiles anti-aériens est formé en 1961 à Artik avec la 7e armée de la Garde, équipée du S-75 Dvina (SA-2). Le 1er octobre 1967, il devient la 53e brigade de missiles anti-aériens, avec les 677e, 679e et 682e bataillons de missiles anti-aériens séparés. À cette époque, la brigade a reçu le système de missile Kroug (SA-4).
Du 20 décembre 1968 au 7 janvier 1969, la brigade est transférée en Allemagne de l'Est. La brigade est devenue une partie de la 1re armée de chars de la Garde à Altenbourg. Le 677e bataillon était basé à Altenbourg, le 679e à Mersebourg et le 682e à Zeitz. Le 1er octobre 1970, la 53e brigade est transférée à la 20e armée de la Garde, puis en 1984 elle est réintégrée dans la 1re armée de chars de la Garde. En novembre 1986, le 1578e bataillon séparé anti-missile a été formé à Oschatz après que le 677e soit déplacé à Wittemberg. À cette époque, la brigade est rééquipée du système de missiles Bouk (SA-17).
En 1992, la brigade est transférée à Koursk, et est devenue une partie de la 20e armée combinée de la Garde.

### Intégration dans les Forces terrestres russes

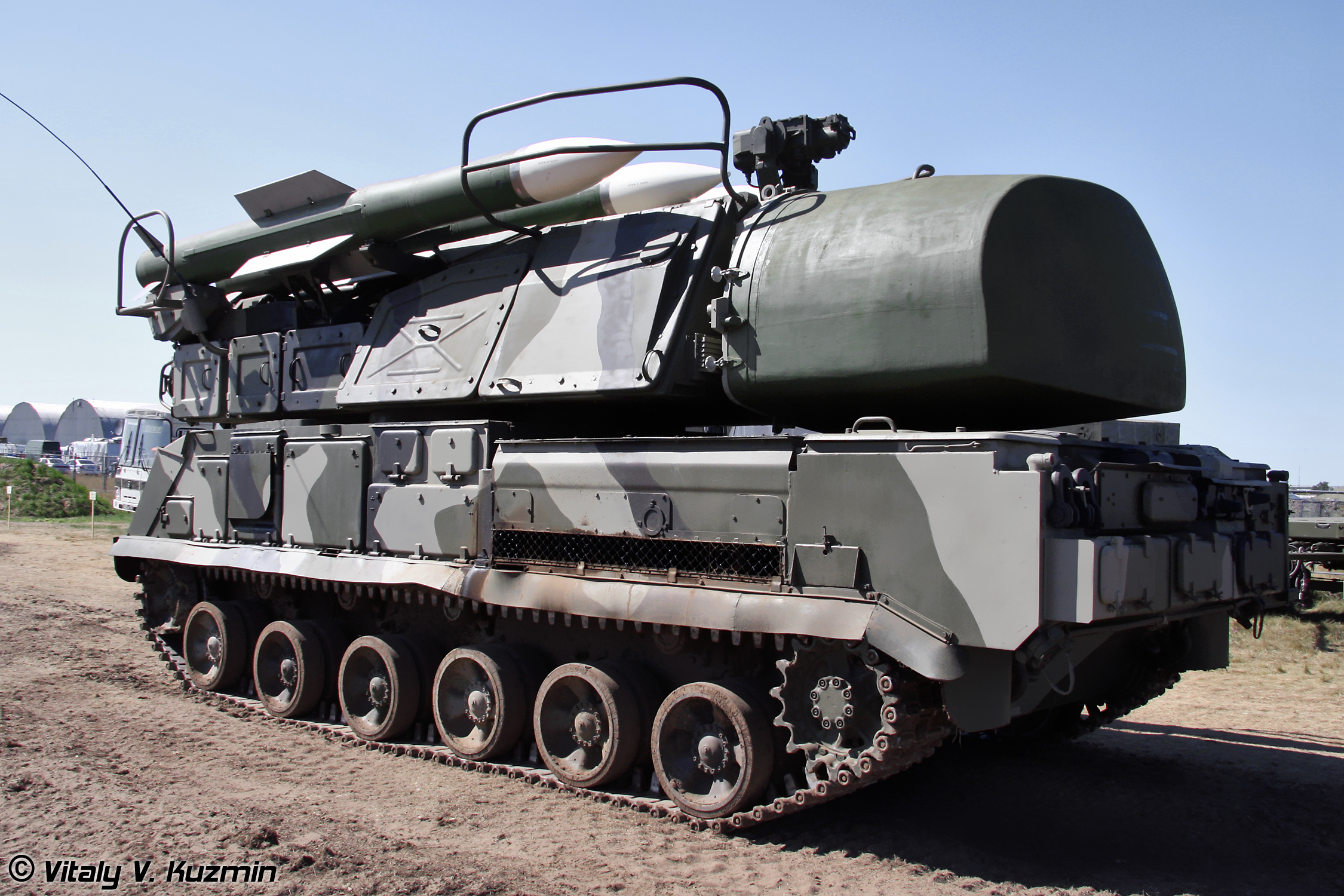
Un système de missiles Bouk du type utilisé par la brigade.

Entre 1994 et 1998, la 53e brigade est stationnée à Goudaouta dans le cadre de la mission russe « de maintien de la paix » en Abkhazie. La brigade a reçu à plusieurs reprises le prix de la meilleure brigade de défense aérienne de la 20e armée de la Garde et du district militaire de Moscou pour ses performances lors des exercices entre 2005 et 2008. La brigade a participé au défilé du jour de la victoire à Moscou en 2008 et aux exercices Zapad-2009, Zapad-2011 et Zapad-2014.

### Destruction du vol 17 de Malaysia Airlines
Les collectifs Bellingcat et Correctiv ont montré que la brigade a fourni le lanceur de missile (TELAR) qui a abattu le vol Malaysia Airlines 17 le 17 juillet 2014,. Selon l'enquête de janvier 2016 de Bellingcat, les soldats de la brigade ont été impliqués dans l'abattage de l'avion,.
Le 24 mai 2018, la joint investigation team (JIT) a conclu que le vol MH17 avait été abattu à l'aide d'un système de missiles Bouk appartenant à la 53e brigade de missiles antiaériens.

### Invasion de l'Ukraine
Lors de l'invasion de l'Ukraine par la Russie, des unités de la 53e brigade sont engagées près de Kharkiv, en soutien de celles de la 20e armée combinée. Le 21 février 2023, un oukase présidentiel signé par Vladimir Poutine lui octroie le titre honorifique « de la Garde ».

## Commandants
La brigade a été commandée par les officiers suivants :
- Colonel I.P. Popov (1967  –  1973)
- Colonel A.S. Samoïlenko (1973  –  1977)
- Colonel I.S. Doudtchenko (1977  –  1983)
- Colonel Iou.A. Iartchak (1983  –  1985)
- Colonel Iou.V. Filkov (1985  –  1991)
- Colonel I.P. Kondrachov (1991  –  1992)
- Colonel G.N. Tchernov (1992  –  2004)
- Colonel Alexandre Viktorovitch Donets (2005  –  2009)
- Colonel VV Koukouchkine (2009  –  2011)
- Colonel A. Iou. Zolotov (2011  –  2013)
- Colonel Sergueï Borissovitch Moutchkaïev (2013  –  2020)
- Colonel Viatcheslav Borissovitch Vlassov (depuis 2020)